# Władysław Bogacki

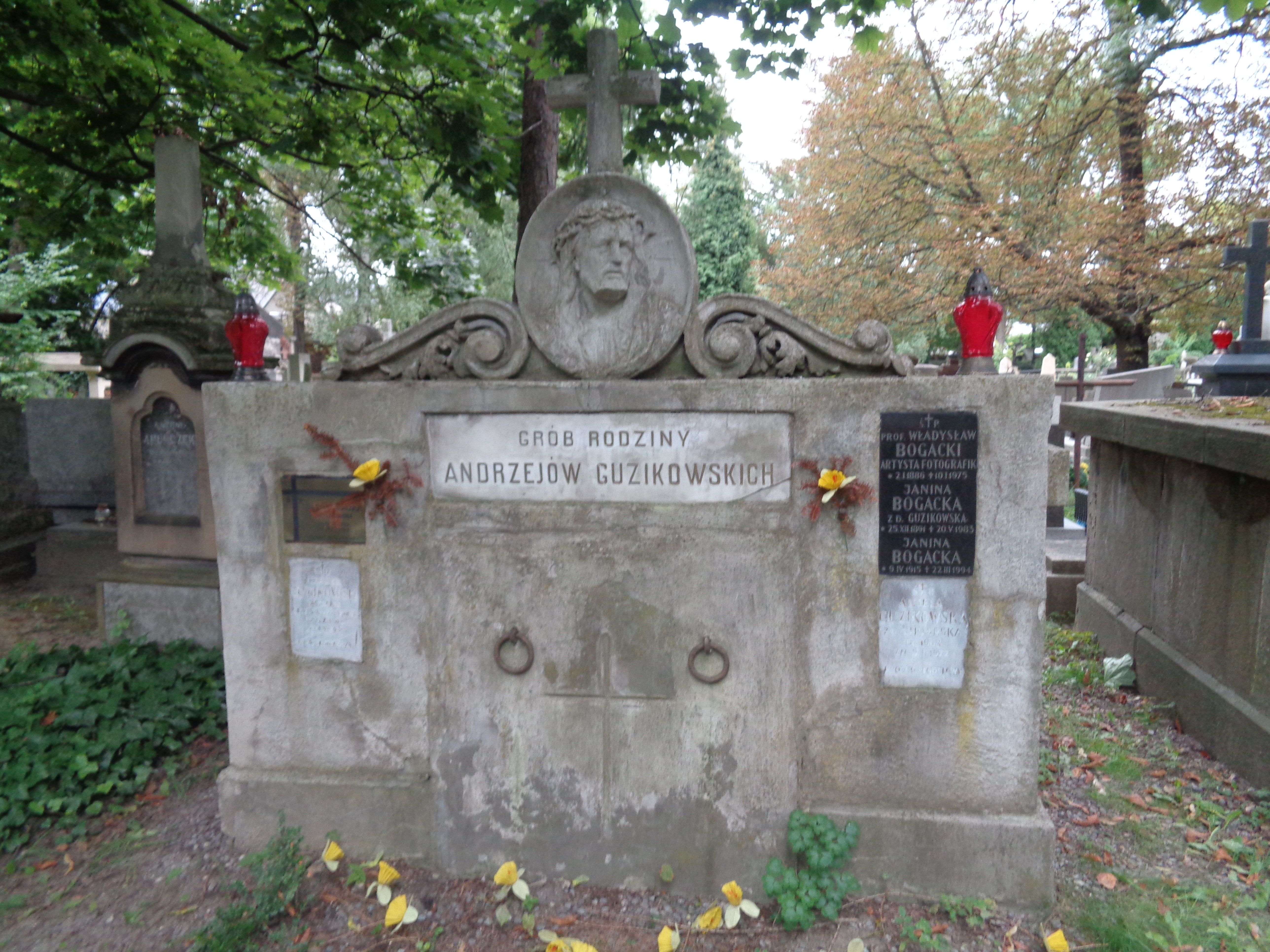
Grób Władysława Bogackiego na cmentarzu Rakowickim

Władysław Bogacki (ur. 2 stycznia 1886, zm. 10 stycznia 1975 w Krakowie) – polski artysta fotograf. Członek Fotoklubu Polskiego. Członek Związku Polskich Artystów Fotografików. Jeden z najwybitniejszych polskich fotografików okresu międzywojennego.

## Życiorys
Pochodził z artystycznej rodziny – jego dziadek był rzeźbiarzem, a ojciec malarzem (uczniem Jana Matejki). Władysław Bogacki był jednym z przedstawicieli polskiej fotografii piktorialnej okresu międzywojennego. Jest absolwentem Uniwersytetu Lwowskiego oraz Uniwersytetu Jagiellońskiego w Krakowie. Od 1911 roku był autorem i współautorem wystaw fotograficznych; krajowych i międzynarodowych, w Polsce i za granicą. Jest laureatem wielu nagród, wyróżnień, dyplomów, listów gratulacyjnych i ponad 50 medali. W 1937 roku został członkiem Fotoklubu Polskiego. W 1957 roku został przyjęty w poczet członków Związku Polskich Artystów Fotografików.
Władysław Bogacki w 1973 roku obchodził jubileusz 62-lecia fotografowania i twórczości, upamiętniony zorganizowaniem jego (ostatniej) wystawy fotografii w retrospektywie, w Krakowie. Jego fotografie znajdują się (m.in.) w zbiorach Muzeum Fotografii w Janowie Lubelskim. W 1975 roku Muzeum Historii Fotografii przy Krakowskim Towarzystwie Fotograficznym nazwano imieniem Władysława Bogackiego.

## Odznaczenia
- Krzyż Kawalerski Orderu Odrodzenia Polski[13].